# 申生
申生（しんせい、? - 紀元前655年）は、中国春秋時代の晋の人物。姓は姫。晋の献公の庶長子であり、母は斉の桓公の娘の斉姜。同母妹は秦の穆公の夫人の穆姫。晋の太子であったが、献公の愛妾の驪姫が奚斉を生むと、献公は、奚斉を太子にしようと考えた。その後、驪姫と優施が姦通し、申生を陥れるための謀議を図り、申生は、問題を起こすことが本意ではないとして自殺した。恭太子・恭世子と諡された。

## 生涯
晋の献公は、賈から妻を迎えたが、子がなく、父の武公の妾であった斉姜を夫人とし、太子である申生と穆姫を生んだ。また、献公は、戎から2人の娘を娶り、大戎狐姫（狐突の娘）が重耳を、小戎子（大戎狐姫の妹）が夷吾を生んだ。晋が驪戎を討伐すると、驪戎は、娘の驪姫とその妹を献公に嫁がせた。驪姫は、晋に戻って奚斉を生んだ。驪姫の妹は、卓子を生んだ。驪姫は、奚斉を献公の後継者にしようと考え、献公の寵臣である梁五と東関五に賄賂を贈り、申生・重耳・夷吾を都から遠ざけるよう献公に対して進言させた。献公11年（紀元前666年）夏、献公は、申生を曲沃に、重耳を蒲邑に、夷吾を屈邑に居住させた。公子は全て辺境に所在することとなり、驪姫姉妹とその子らのみが、都の絳に残ることとなった。
献公16年（紀元前661年）、献公は2つの軍を編成し、献公が上軍の将となり、申生が下軍の将となった。そして、献公は、耿・霍・魏の諸国を滅ぼした。献公は、申生のために曲沃に城を作った。この時、士蔿は、申生に城が与えられながら、その地位が下軍の将にとどまっていることを理由に、君主として立つことが困難であるから、呉の太伯の先例に倣って亡命するよう申生に説いた。しかし、申生は、士蔿の助言に従わなかった。
献公17年（紀元前660年）、献公が申生に命じて東山皋落氏を攻めさせようとすると、太子である申生に軍を率いさせるべきではないとして里克がこれを諌めた。しかし、献公は、申生の他にも子があり、誰を後継者とするか未だ決めていないと述べたため、里克は、答えずに退出した。里克が申生に謁見すると、申生は、献公が太子を廃嫡するだろうかと尋ねた。里克は、己を修めて人を責めなければ難を免れることができるであろうと答えた。申生の出陣に際し、狐突が御者となり、先友が車右を務めることとなった。罕夷の車は梁余子養が御者となり、先丹木が車右を務めることとなった。軍尉は羊舌大夫が務めた。梁余子養・罕夷・先丹木らは、献公が太子を廃嫡するかもしれないとして、申生に立ち去るよう助言したため、狐突と申生は立ち去ろうとしたが、羊舌大夫は、不忠・不孝の道をとるべきではないとしてこれを諌めた。申生が戦おうとしたところ、狐突は、周の桓王の故事を引用して、今や廃嫡の条件が整っていることから、戦いで身を危うくすべきではないとして、戦いに出ようとする申生を諌めた。
献公の愛妾の驪姫と優施が姦通し、申生を陥れるための謀議を図り、驪姫が生んだ奚斉を太子とするよう献公を慫恿した。
ある時、驪姫が頭髪に蜂蜜を塗布した際、ミツバチが追いかけてくるため、申生に対し、ミツバチを追い払うよう求めた。驪姫は、その様子をわざと献公に見せた。献公は、申生が驪姫と戯れているものと誤解して怒り、戟で申生を刺し殺そうとしたため、申生は、誤解を解くことができなかった。
献公22年（紀元前655年）春、驪姫の乱が生じた。驪姫は、申生を陥れようと陰謀をめぐらせ、申生の亡母の斉姜の祭祀のため、申生を曲沃に向かわせた。驪姫は、祭祀に用いる肉と酒に密かに毒を混入させることによって、献公にその肉と酒を飲み食いさせ、申生が毒を盛って謀反しようとしたと献公に思わせようとしていた。申生の異母弟の重耳は、弁解するよう申生に勧めたが、申生は、「父があれほど驪姫を寵愛しているのに、その心を私が傷つけたくない」と答えた。重耳は、亡命するよう申生に勧めたが、「できない。父は私を殺すつもりだ。天下のどこに『父のない国』があるだろうか。私を受け入れてくれるところなど、どこにあるというのだ」と答えた。
申生は、かつて助言をしてくれた狐突に対して人を派遣して、「申生には罪があります。あなたの忠告を聞かなかったことです。死地に赴いて、死は惜しくありません。しかし、我らの君主である父は年老いており、後継者の奚斉は年少です。現在、国には難題が多く、君主のために諫言する者もいない。もしもあなたが君主のために諫言してくれるのであれば、私はあなたに感謝して死にます」との言葉を送った。申生は、再拝して礼を行い、曲沃で自殺した。一説には、自刎したといわれている。

## 妖夢
晋の恵公元年（紀元前650年）秋、狐突は、晋の副都である曲沃を訪れたところ、突如、夢のような形で、車に乗った申生に出会った。申生は、狐突を車に乗せて言った「夷吾には礼がないため、私は、晋を秦に譲ることを上帝に許可してもらった。秦は、私の祭祀を行うであろう」。狐突は、答えて言った「臣が聞くところによれば、『神は異民族の祭祀を受けず、民も他民族を祀らない』といいます。あなたの祭祀は、断絶してしまうのではないですか。民に何の罪があるというのですか。処罰は不当であり、祭祀は断絶します。再考してください」。申生は、言った「よろしい。私は上帝に新たなお願いをしよう。7日後、新城の西に、1人の巫女が現れるであろう。それは、私の霊である」。狐突が巫女に会うことを約束すると、申生は、たちまち消えてしまった。狐突が約束したその日に、巫女は、狐突に対して申生の話を伝えた。それによれば、「上帝は、私に、罪ある者を処罰することを許可した。その者は、今まさに韓原（現在の山西省運城市河津市・万栄県の一帯）にあって、大敗するであろう。」

## 妻妾
杜預は、『春秋左氏伝』の「荘公二十八年伝」に「晋献公娶于賈」と記載があるのを根拠に、献公が賈君を娶ったと注釈した。しかし、唐固・恵棟らは、その場合、賈君の年齢が高齢すぎると考え、「僖公十年伝」に夷吾が申生を改葬してその後霊魂が喜ばず怒ったとあり、「夷吾に礼がない」などといったことに基づき、賈君が申生の妻にあたるとみなしている。

## 祭祀
後世の人は、申生の忠孝を偲び、申生を「恭太子」・「恭世子」と称した。山西省の陽泉市や曲沃県には申生の廟があり、後世の人が線香を上げて弔っている。『曲沃県志』には、かつて、村人が申生を城隍神として祀ったと記載されている。北宋の宋明理学の名儒である張載は、申生を称賛して、「逃ぐる所なく烹らるるを待つは、申生のその恭なり」と評した。